# Maximilian Hell
Maximilian (Rudolf) Hell (německy Maximilian (Rudolph) Höll/Hell, maďarsky Hell Miksa; 15. května 1720, Štiavnické Bane – 14. dubna 1792, Vídeň) byl jezuita, astronom, matematik, fyzik a polyhistor slovenského původu. Byl ředitelem univerzitní observatoře ve Vídni, má zásluhu na vybudování hvězdáren v Trnavě, Kluži a Budíně. 

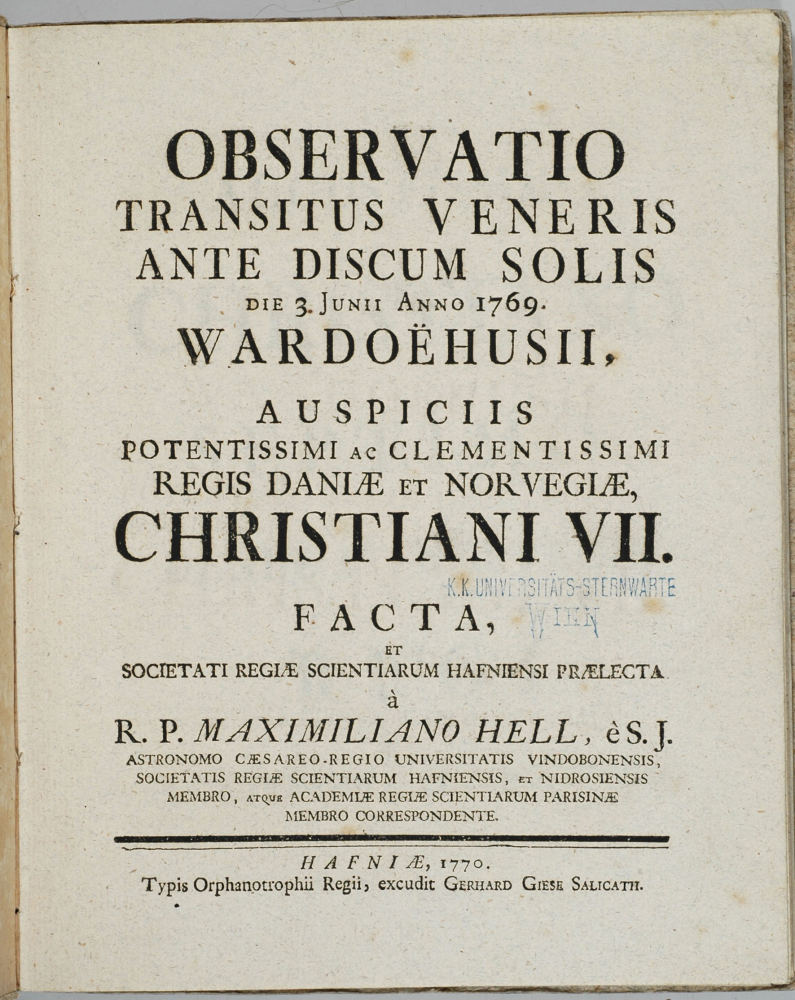
Observatio transitus Veneris ante discum Solis od Maximiliana Hella (1770)

## Život

### Původ a studium
Dětství Maximiliana Hella je spojeno s hornickou obcí Štiavnické Bane, kde jeho otec  Matthäus Cornelius Höll pracoval jako vrchní důlní technik. Byl známý budováním tzv. tajchů. Pocházel pravděpodobně z Bavorska či západních Čech. Matka Julianna Viktorie Staindlová byla jeho druhou manželkou. Původ rodičů a jejich národnost nejsou spolehlivě doloženy. V moderní slovenštině je nejčastěji uváděn jako Matej Kornel Hell. Ze dvou manželství měl  celkem 22 dětí, z nichž synové Jozef Karol a Maxmilian se stali známými vynálezci. Jozef Karol Hell byl pokračovatelem svého otce v budování tajchů a vynalezl vodosloupcový čerpací stroj. 
Maximilian Hell získal základní školní vzdělání ve Štiavnických Baních, gymnázium absolvoval v Banské Bystrici. Po skončení gymnázia požádal o přijetí do jezuitského rádu. V roce 1738 nastoupil do Trenčína do dvouletého noviciátu. Na podzim roku 1740 odešel studovat do Vídně historii, teologii a filosofii. Jako posluchač filosofie na Vídeňské univerzitě a asistent profesora J. Franze (1704–1766), s ním spoluzaložil kabinet – muzeum experimentální fyziky, kde uložil svou sbírku hodin, měřících přístrojů a modely báňských strojů. Během studia se zabýval zejména matematikou,  astronomií a báňským měřičstvím. S Josephem Franzem založili společně i univerzitní observatoř. 
V roce 1745 byl řádem vyslán do Levoče, kde působil jako profesor latiny, řečtiny, dějepisu a zeměpisu na jezuitském gymnáziu.  Přeložil z italštiny do latiny Crivelliho dílo Elementa algebrae, později vydal několik matematických učebnic. Po dvou letech se vrátil do Vídně a pokračoval ve studiu.  V roce 1751 byl vysvěcen na kněze  a získal i titul doktora filozofie.  Řád  jej vyslal do Banské Bystrice, kde učil na jezuitském gymnáziu, krátce i na univerzitě v Trnavě. Byl iniciátorem zřízení univerzitní observatoře a vypracoval podrobné plány její výstavby. Následně odešel do Kluže, kde kromě přednášení matematiky, fyziky a astronomie na jezuitské akademii vybudoval hvězdárnu a zřídil nové kolegium.

### Ředitel astronomické observatoře ve Vídni
V roce 1755 byl pověřen funkcí ředitele univerzitní observatoře ve Vídni. Funkci vykonával až do své smrti.  Observatoř se pod jeho vedením stala centrem přírodovědeckého bádaní v habsburské monarchii. Byl následníkem dvorního astronoma J. J. Marinoniho (1676–1755).    Udržoval kontakty s astronomickými institucemi a badateli na celém světě.  Přednášel a psal vědecká pojednání. Vydával astronomické ročenky Ephemerides Astronomicae ad meridianum Vindobonensem, dílo o efemeridech v celkem 37 svazcích, které začal vydával od roku 1757 až do své smrti v roce 1792. Uveřejnil v nich i mapy Měsíce. Kromě toho vydal 26 vědeckých studií. 

### Výpočet sluneční paralaxy
Velký význam pro astronomii měla jeho pozorování přechodu Venuše přes sluneční kotouč. Přechod v roce 1761 pozoroval ve Vídni, na jeho základě vyvrátil názor o existenci satelitu Venuše. Do akce byly zapojeny observatoře téměř celého světa, nepodařilo se však dosáhnout očekávaných výsledků ve stanovení sluneční paralaxy.

Další přechod Venuše před slunečním diskem se měl uskutečnit v roce 1769. Na pozvání  dánského krále Kristiána VI. Hell na podzim 1768 zorganizoval vědeckou expedici za severní polární kruh na dánský ostrov Vardö, který byl označen za nejvhodnější místo pro pozorování tohoto jevu. Společně s mladým trnavským astronomem Jánem Šajnovičem na místě několik měsíců prováděli měření a věnovali se pozorování severských přírodních poměrů. Dne 3. června 1769 Hell uskutečnil své druhé pozorování přechodu Venuše přes Slunce a jako první na světě určil s mimořádnou přesností sluneční paralaxu. Jeho vypočítaná hodnota byla 8,82', dnešní hodnota je 8,79415'. Výsledky shrnul v díle Observatio transitus Veneris ante discum Solis. Hell získal světové vědecké uznání. Průkopnické byly také jeho výzkumy v oblasti polární záře a magnetického pole Země. Zkoumal i mořský odliv a kvadraturu kruhu.

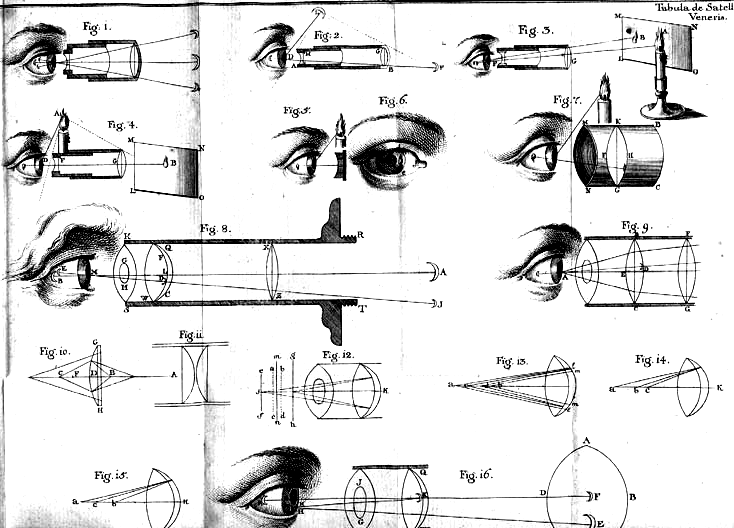
Znázornění pozorování Venuše – paralaxa

Po návratu do Vídně Hell  pokračoval ve své pozorovatelské a publikační činnosti. Byl vědecky činný jako matematik, podílel se na vybudování observatoře v Budíně a Jágru (Egeru). Roku 1775 vypracoval návrh k založení Říšské akademie věd ve Vídni, podle mapy Gesta Hungarorum vypracoval historickou mapu Uherska. 
Zemřel 14. dubna 1792 ve Vídni na zápal plic a pochován je na hřbitově v Maria Enzersdorfu.

### Uznání
Maximilian Hell byl členem učených společností v Paříži, Stockholmu, Bologni, Kodani, Göttingenu, Trondheimu a v Londýně. Spolupracoval s anglickou Královskou společností a v roce 1790 mu byl udělen její řád. Jeho jméno nese  Krajská hvězdárna v Žiaru nad Hronom. UNESCO zařadilo v roce 1970 250. výročí jeho narození do kalendáře výročí významných osobností.
Na počest M. Hella je pojmenována planetka s katalogovým číslem (3727) Maxhell a jeden z měsíčních kráterů.
V roce 2020 byla  na Slovensku vydána stříbrná pamětní mince k  300. výročí narození Maximiliana Hella . 

## Dílo
- Elementa Algebrae Joannis Crivellii magis illustrata et novis demonstrationibus et problematibus aucta, 1745
- Adiumentum Memoriae manuale, seu tabulae succinctae historico-chronologico-genealogicae […], 1750, 1760, 1760, 1761, 1763, 1772, 1774, 1775, 1789 [německy pod názvem Chronologisch-genealogisch-historisches Handbuch zum Behuf des Gedächtnisses, 1796, 1797, 1800]
- Varia Compendia praxesque operationum arithmeticarum, itemque regulae aureae simplicis, compositae [...] cum primis ad usus mercatorum et civiles applicatae, 1755
- Elementa Mathematica Naturalis Philosophiae ancillantia, ad praefixam in scholis normam concinnata, 1755, 1760, 1761, 1762, 1768, 1773
- Exercitationum mathematicarum Partes tres, 1755, 1759, 1760, 1773
- Ephemerides astronomicae ad meridianum Vindobonensem, 1757 – 93
- Dissertatio complectens calculos accuratissimos Transitus Veneris per discum Solis in tertiam Junii 1769, praedicti, methodosque varias observationem hanc instituendi, 1760
- Kurzer Unterricht der Oster-Feyer. Für den ungelehrten gemeinen Mann, sammt der gründlichen Wiederlegung einer Schrift, welche Herr [...] Schumacher [...] verfasset, 1760
- Observatio transitus Veneris ante discum Solis die 5. Junii 1761, 1761, 1770
- Introductio ad utilem usum Magnetis ex calybe, 1762 [německy pod názvem Anleitung zum nützlichen Gebrauch der künstlichen Stahl-Magneten, 1762]
- Tabulae Solares ad Meridianum Parisinum, 1763
- Tabulae lunares ad Meridianum Parisinum, 1763
- Tabulae Planetarum Saturni, Iovis, Martis, Veneris et Mercurii ad Meridianum Parisinum, 1763
- De Satellite Veneris, 1765
- Elogium Rustici Tyrolensis celeberrimi Petri Anich, 1766, 1768
- Observationes astronomicae ab anno 1717 ad annum 1752 factae et ab Augustino Hallerstein [...] collectae. Zwei Theile, 1768
- Observatio transitus Veneris ante discum Solis die 3. Junii 1769 Wardöehusii, 1770, 1770
- De parallaxi Solis ex Observationibus Transitus Veneris 1769, 1773
- list zo dňa 8.3.1773 Michaelovi Denisovi, in: Michael's Denis Literarischer Nachlaß. Teil 2, 1802
- Supplementum Dissertationis de Parallaxi solis, 1774
- Methodus astronomica sine usu Quadrantis vel Sectoris [...] elevationem poli cujusvis loci in continente siti accuratissimum definire, 1774 [německy pod názvem Astronomische Art, (...) allein durch Hülfe eines Sehrohres (...) die Polhöhe eines jeden auf dem festen Land gelegenen Ortes (...) zu bestimmen, in: Beyträge zu verschiedenen Wissenschaften, 1775]
- Schreiben über die alhier in Wien entdeckte Magnetenkur, an einen seiner Freunde, 1775
- Unpartheiischer Bericht der alhier gemachten Entdeckungen der künstlichen Stahlmagneten in verschiedenen Nervenkrankheiten, 1775
- Erklärung über das zweite Schreiben Herrn D. Mesmers die Magnetkur betreffend an das Publikum, o.O. o.J; Von der wahren Größe, die der Durchmesser des vollen Mondes, oder der Sonne zu haben scheint, wenn man ihn mit freyem Auge ansieht, in: Beyträge zu verschiedenen Wissenschaften, 1775
- Appendix Ephemerides anni 1777. Aurorae borealis theoria nova, 1776
- Der Zucker, ein neues Präservativmittel wider den Scorbut (Scharbock). Nebst einer Zuschrift, darinn des Scharbocks Ursachen etc. und auch des Zuckers Eigenschaften gründlicher erwogen und widerlegt werden, von Herrn von Albertiz, 1779
- Epistulae Septem de Rebus mathematicis, in: Litterarium Commercium Josephi Steplingii, 1782
- Monumenta, aere perenniora, inter astra ponenda, 1789 [německy pod názvem Drey neue Sternbilder, die als ewige Denkmäler am gestirneten Himmel errichtet werden sollten. Aus dem Lateinischen von Anton Jungnitz, 1789, 1790]
- Diplomata, Bullae, Privilegia, libertates, immunitates, constitutiones et statuta etc. antiq. universitatis Vindobonensis, 1791
- Beyträge zur praktischen Astronomie, in verschiedenen Beobachtungen, Abhandlungen und Methoden aus den Astronomischen Ephemeriden des Herrn Abbé Max. Hell aus dem Lateinischen übersetzt von L.A. Jungnitz, Breslau; Hirschberg 1791 – 94
- P.H.s Reise nach Wardoe bei Lappland und seine Beobachtung des Venus-Durchganges im Jahre 1769. Aus den aufgefundenen Tagebüchern geschöpft und mit Erläuterungen begleitet von Carl Ludwig Littrow, 1835